# Ipomoea rzedowskii
Ipomoea rzedowskii är en vindeväxtart som beskrevs av E. Carranza Gonzalez, S. Zamudio Ruiz och G. Murguia Sanchez. Ipomoea rzedowskii ingår i släktet praktvindor, och familjen vindeväxter. Inga underarter finns listade i Catalogue of Life.